# ویکی‌پدیای دزونگخا
ویکی‌پدیای دزونگخا (به انگلیسی: dzhongkha Wikipedia) نسخهٔ دزونگخا زبان دانشنامهٔ ویکی‌پدیا است که اکنون با ۳۵۹  مقاله در آن در دسترس است.